# Geogamasus filicuspidis
Geogamasus filicuspidis är en spindeldjursart som beskrevs av Wolfgang Karg 1976. Geogamasus filicuspidis ingår i släktet Geogamasus och familjen Ologamasidae. Inga underarter finns listade i Catalogue of Life.